# (564) Dudu
(564) Dudu – planetoida z grupy pasa głównego asteroid okrążająca Słońce w ciągu 4 lat i 207 dni w średniej odległości 2,75 j.a. Została odkryta 9 maja 1905 roku w Landessternwarte Heidelberg-Königstuhl w Heidelbergu przez Paula Götza. Nazwa planetoidy pochodzi od imienia kobiecej postaci z utworu Tako rzecze Zaratustra Friedricha Nietzschego. Dudu i Suleika (zob. (563) Suleika) to jedyne żeńskie postaci występujące w tym utworze. Przed nadaniem nazwy planetoida nosiła oznaczenie tymczasowe (564) 1905 QM.